# Paul Thümmel
Paul Thümmel (15. ledna 1902 Neuhausen, Sasko – 20. dubna 1945 Terezín; krycí jména: Karl, Jochen, Breitner, Voral, Franta, René, Dr. Holm, Dr. Steinberg, Eva, Bär, Raab, Wedel, František):s.470 byl příslušník NSDAP, vysoký důstojník německé zpravodajské služby Abwehru a dvojitý, nejvýznamnější agent československé vojenské zpravodajské služby s krycím jménem A-54.

## Mládí
Narodil se v německém Neuhausenu v Sasku. Zde se vyučil pekařem a cukrářem. Zde také v roce 1927 spoluzakládal místní skupinu NSDAP a později se stal nositelem zlatého odznaku strany (č. 61574), čímž se zařadil mezi osvědčené straníky.
V zimě 1933 až 1934 ukončil svou pekařskou živnost. V té době (od května 1933) začal pracovat pro Abwehr Drážďany na pozici Hlavního důvěrníka (Hauptvertrauensmann), řídícího Abwehrstelle IV. V československém pohraničí začal mezi sudetskými Němci budovat agenturní síť spolupracovníků.

## Osobní život

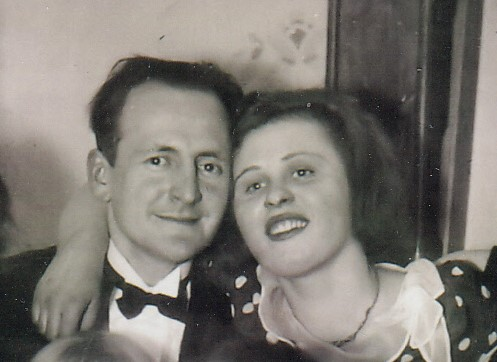

Byl dvakrát ženatý; nejdříve s Gertrudou Kirschnerovou (s ní měl dceru Hannu) a později s Elsou Jansenovou. V období protektorátu byl, podle zpráv odboje, milencem Lídy Baarové.:s.25

## Zpravodajská činnost
První kontakty s československými zpravodajskými službami měl v roce 1932, kdy se nabídl pro placenou spolupráci zpravodajskému důstojníkovi 1. čs. divize. Od té doby zároveň budoval agenturní síť Abwehru na území Československa (tzv. krátkou agenturní síť) a organizoval akce s cílem proniknout do struktury druhého odd. Hlavního štábu (HŠ) či unést důstojníka čs. zpravodajské služby. Při této činnosti byl na československém území poprvé sledován. Od roku 1933 byl zanesen do evidence druhého oddělení Hlavního štábu.
V únoru 1936 dodal první zprávu poté, co František Moravec, přednosta pátrací sekce 2. oddělení HŠ, potvrdil zájem o Thümmelem nabídnutou spolupráci. Jednalo se o několik nepříliš zajímavých informací. Další materiál byl československým zpravodajcům předán osobně při schůzce 6. dubna 1936 poblíž Vejprt. Tam dodal materiál o organizaci tzv. krátkých (pohraničních) a dlouhých (mobilizačních) sítích agentů Abwehru v ČSR a materiály o organizaci Abwehru a gestapa v Drážďanech. Zároveň upozornil na agenta Abwehru umístěného na ministerstvu národní obrany v Praze (později bylo zjištěno, že tento agent je již čtvrt roku ve vězení). I další jména agentů Abwehru dodaná Thümmelem později se ukázala jako chybná.:s.11–12
Při jedné ze svých návštěv v ČSR podepsal 14. července 1937 písemný závazek spolupráce. Za dodané informace požadoval finanční částky ve výši cca 10-20 tisíc korun. Zůstává však otázkou, co bylo jeho hlavní motivací. Podle svých slov to byla ztráta sympatií k nacistickému režimu a jeho aktérům. V té době vedl kontrašpionáž v oddělení III. F Abwehru.
V březnu 1938 předal další informace: jména agentů, místa mrtvých schránek atd. Jak se ukázalo, šlo opět o směsici pravdy a výmyslů. Navíc neinformoval ani o chystaném obsazení Rakouska. Další informace dodané v polovině srpna 1938 se ukázaly jako chybné (např. plánovaný směr německého útoku proti Československu).

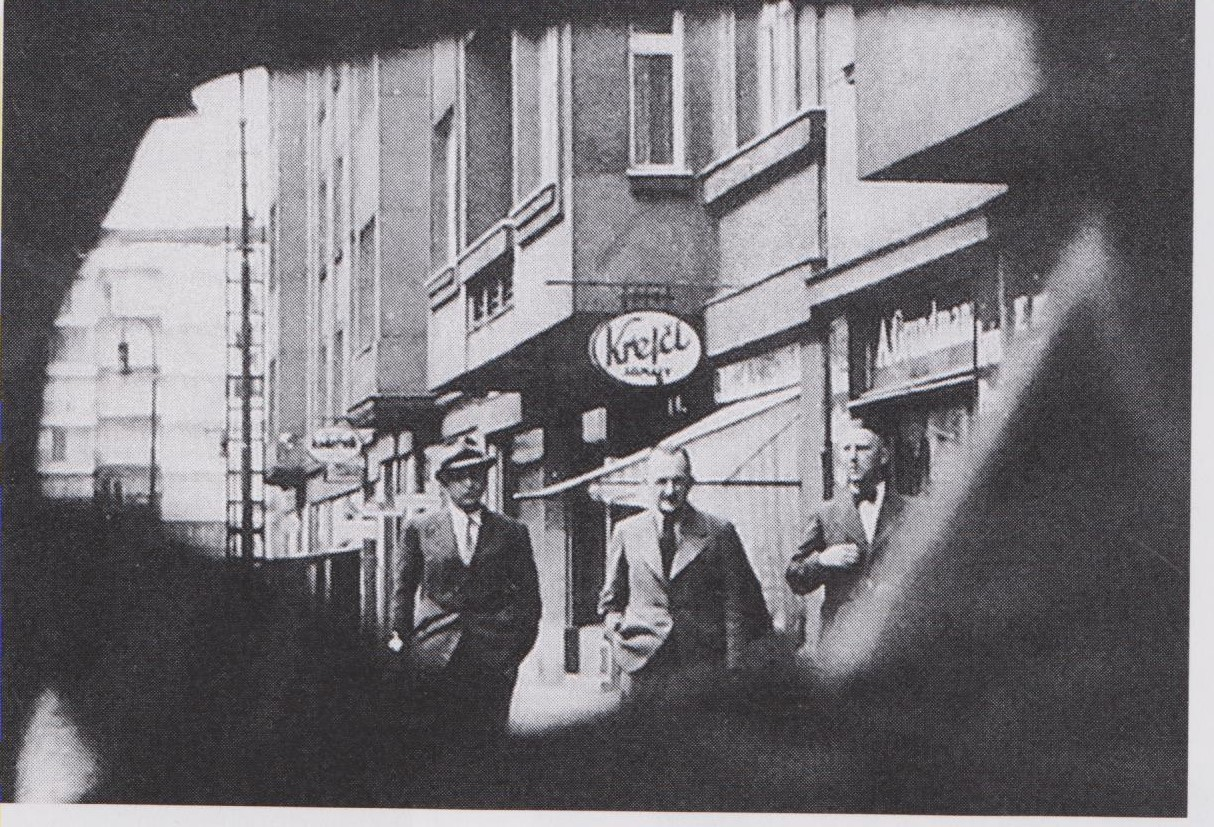
Thümmel na setkání s agenty československé rozvědky Tauerem a Frankem v srpnu 1938 (Praha, Dejvice ul. Čsl. armády)

27. září 1938, po Mnichovské dohodě, poslal vzkaz, kterým svou spolupráci ukončil. Vzápětí se jméno P. Thümmella objevilo na seznamu vyznamenaných za činnost proti ČSR. Ozval se až v únoru roku 1939. 11. března varoval před obsazením Československa 15. března, a umožnil tak únik československých zpravodajců pod vedením plk. Moravce do exilu.
Po okupaci Československa a vyhlášení protektorátu začal pracovat v pražské úřadovně Abwehru v oddělení kontrašpionáže. Díky svým možnostem výjezdů za hranice (do Nizozemí či Jugoslávie) znovu navázal styk s Moravcovou zpravodajskou skupinou působící v londýnském exilu a předával informace o činnosti Abwehru, chystaných plánech na obsazení Polska a jednání Německa se Sovětským svazem. Později předával rozporné informace o chystaném útoku proti Francii a o tajné zbrani, jež byla později známá jako V-1. Ze své funkce se ale aktivně podílel na likvidaci československého odboje a exilu předával dezinformace (např. o zradě některých bývalých důstojníků). O této činnosti neměli zpravodajci v exilu ani tušení.
V roce 1940 se mu možnosti, jak předávat zprávy, zúžily, a proto Moravec rozhodl o zapojení odbojových organizací na území protektorátu a využití jejich vysílaček. Navázal spojení se skupinou známou jako Tři králové, což byl krycí název používaný gestapem pro zpravodajsko-sabotážní skupinu z Obrany národa. Prostřednictvím jejich radiového spojení předával informace o chystané invazi do Anglie. Tyto informace se ukázaly ale příliš všeobecné. Později bylo zjištěno, že zapadaly do německé dezinformační kampaně, která měla Západ udržovat v omylu, že se stále počítá s invazí na britské ostrovy. Zároveň ale předal informace, které se ukázaly být pravdivé (německý záměr obsadit Island či zahájení německé zpravodajské činnosti proti SSSR zakázané po podepsání německo-sovětské smlouvy). Na druhou stranu ale své kontakty s odbojem využíval pro svůj profesní postup; začátkem roku 1941 např. získal Abwehr důležitý materiál o československému odboji, když prozradil důležitého kurýra, o jehož totožnosti se dozvěděl z řad odboje.:s.43 Od začátku roku 1940 začalo gestapo podezřívat pražskou úřadovnu Abwehru, že se zde nachází zrádce. Chyběly ale důkazy.
Své kontakty na odboj ohlásil nadřízeným a byl pověřen sestavením sledovací skupiny (tzv. Hauskapelle), která se zaměřila právě na Tři krále. Jejich totožnost úmyslně neodhalil (aby se nepřipravil o zdroj příjmů a důvěru londýnského exilu), ale informace získané ze styku s těmito odbojáři využíval ve prospěch sledovací skupiny:s.36 (např. odhalení informátorů skupiny ÚVOD:s.40). Naproti tomu předal exilové vládě do Londýna pravdivou zprávu o agentovi Abwehru uvnitř čsl. zpravodajské skupiny v Istanbulu.

## Odhalení a zatčení
Začátkem října 1941 zlikvidovalo gestapo vysílačku Sparta I. pracující pro odboj. Na místě nalezli množství zpráv. V Abwehru po prostudování zjistili, že jejich autorem může být pouze P. Thümmel.:s.47
Poprvé byl gestapem zatčen 19. října 1941. Vyšetřovatelé ale neměli žádné přímé důkazy (navíc se jednalo o zasloužilého člena NSDAP a Himmlerova přítele), a proto zadrženého 25. listopadu propustili. Přestože byl gestapem sledován, dokázal jeho agenty setřást a sejít se s Morávkem. Podruhé byl zatčen 22. února 1942 a po dvou dnech se přiznal ke spolupráci s československou zpravodajskou službou. Zároveň ale tvrdil, že takovou činnost měl v rámci zpravodajské hry Abwehru tzv. v popisu práce. Při konfrontaci byl ale poznán bývalými československými zpravodajci. Gestapo se také neúspěšně pokoušelo získat usvědčující materiály i od pražského Abwehru. 2. března 1942 byl proto propuštěn podruhé, tentokrát jako návnada. Znovu se setkal s Morávkem a domluvil si s ním další schůzku, při které ho chtěl předat i s celou sítí gestapu (doufal ale, že Morávek, který jej znal osobně, se při zatýkání bude bránit a zemře). Schůzka se nezdařila a 21. března byl znovu zatčen (Morávek zahynul při přestřelce, ke které došlo po německém omylu při jeho zatýkání).
Nejprve byl umístěn v pankrácké věznici pod falešným jménem Peter Toman. Vyšetřování i věznění bylo prováděno v utajení (utajeně byl např. vyloučen z NSDAP), neboť Němci nechtěli přiznat, že jeden z významných členů Abwehru zradil.
Při dalších výsleších se hájil, že veškeré informace, které československé zpravodajské službě předal, byly předány v rámci zpravodajské hry a sloužily k jejímu oklamání. Pro nacistické špičky se jeho případ stal nepříjemným. Stále nebylo jasné, jaký soud ho má soudit; jako příslušník Abwehru spadal pod vojenský soud, ale existovala obava, že by při soudním líčení mohly na povrch vyplout prohřešky mnoha vysokých důstojníků armády (neopatrné nakládání s důvěrnými informacemi, obchodování na černém trhu atd.).
V roce 1944, po zrušení Abwehru a převzetí jejich archivů gestapem, byl zjištěn plný rozsah jeho zrady. Byl převezen do Terezína a zde bez soudu držen ve vazbě. Na jaře 1945 byla k jeho jménu připsána značka XYZ (tzn. zastřelit při přiblížení fronty).
Dne 20. dubna 1945 bylo údajně opilými SS-many namátkou vybráno 40 vězňů (Paul Thümmel byl mezi nimi), kteří pak byli na nádvoří v Terezíně popraveni zastřelením. Když ho vyváděli z cely na nádvoří, kde čekala popravčí četa, požádal jednoho ze svých šťastnějších spoluvězňů, aby vyřídil plukovníkovi Moravcovi jeho srdečný pozdrav a předal mu tento vzkaz: „Bylo mi opravdovým potěšením spolupracovat s československou zpravodajskou službou. Lituji, že to muselo takhle skončit. Utěšuji se vědomím, že naše práce snad nebyla marná.“:s.322
Podle názoru plukovníka Františka Moravce byl A-54 nejlepším vyzvědačem druhé světové války.